# Нансен (лунный кратер)
Кратер Нансен (лат. Nansen), не путать с кратером Нансен на Марсе, — большой древний ударный кратер в области северного полюса на обратной стороне Луны. Название присвоено в честь норвежского полярного исследователя Фритьофа Нансена (1861—1930) и утверждено Международным астрономическим союзом в 1964 г. Образование кратера относится к нектарскому периоду.

## Описание кратера

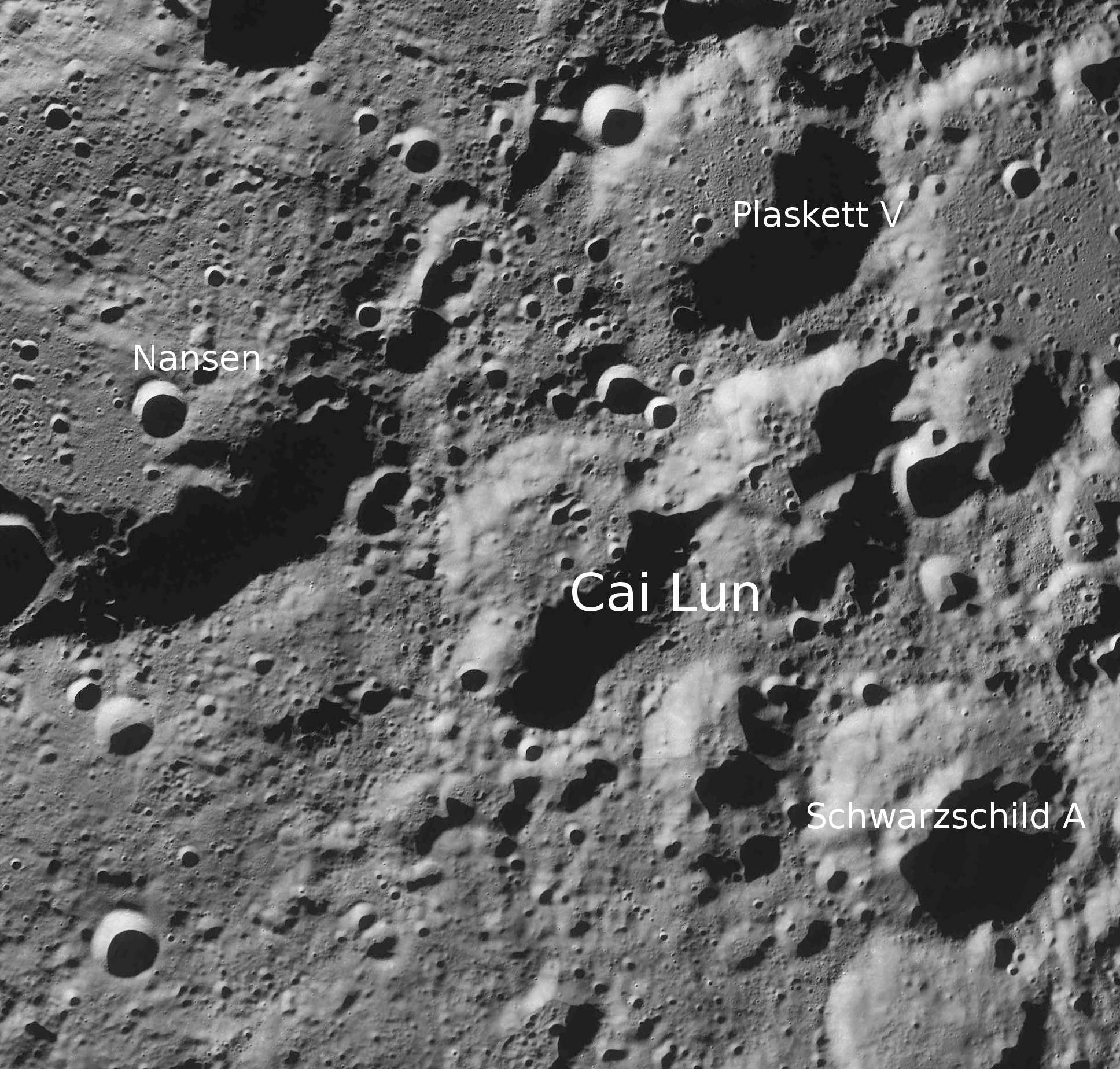
Окрестности кратера Нансен. Снимок зонда Lunar Reconnaissance Orbiter.

Ближайшими соседями кратера являются кратер Усай перекрывающий северную часть вала кратера Нансен; кратер Цай Лунь на востоке и кратер Би Шэн на юге. Селенографические координаты центра кратера 81°10′ с. ш. 95°23′ в. д. / 81,17° с. ш. 95,38° в. д., диаметр 116,9 км, глубина 2,9 км.

Кратер Нансен имеет полигональную форму и значительно разрушен. Вал сглажен и отмечен множеством кратеров различного размера, северо-восточная часть вала перекрыта короткой цепочкой кратеров. Южная часть внутреннего склона вала перекрыта приметным кратером. Высота вала над окружающей местностью 1510 м, объем кратера составляет приблизительно 10900 км³. Дно чаши холмистое в северной, более ровное в южной части, отмечено множеством мелких кратеров. Имеется сглаженный центральный пик состоящий из анортозита (A).

## Сателлитные кратеры
| Нансен | Координаты                                            | Диаметр, км |
| ------ | ----------------------------------------------------- | ----------- |
| A      | 82°50′ с. ш. 65°00′ в. д. / 82,83° с. ш. 65° в. д.    | 44,9        |
| C      | 83°26′ с. ш. 55°25′ в. д. / 83,44° с. ш. 55,42° в. д. | 33,2        |
| D      | 83°53′ с. ш. 65°49′ в. д. / 83,88° с. ш. 65,81° в. д. | 21,7        |
| E      | 83°22′ с. ш. 72°42′ в. д. / 83,36° с. ш. 72,7° в. д.  | 15,1        |
| F      | 84°57′ с. ш. 62°26′ в. д. / 84,95° с. ш. 62,44° в. д. | 61,6        |
| U      | 81°32′ с. ш. 82°36′ в. д. / 81,54° с. ш. 82,6° в. д.  | 15,5        |

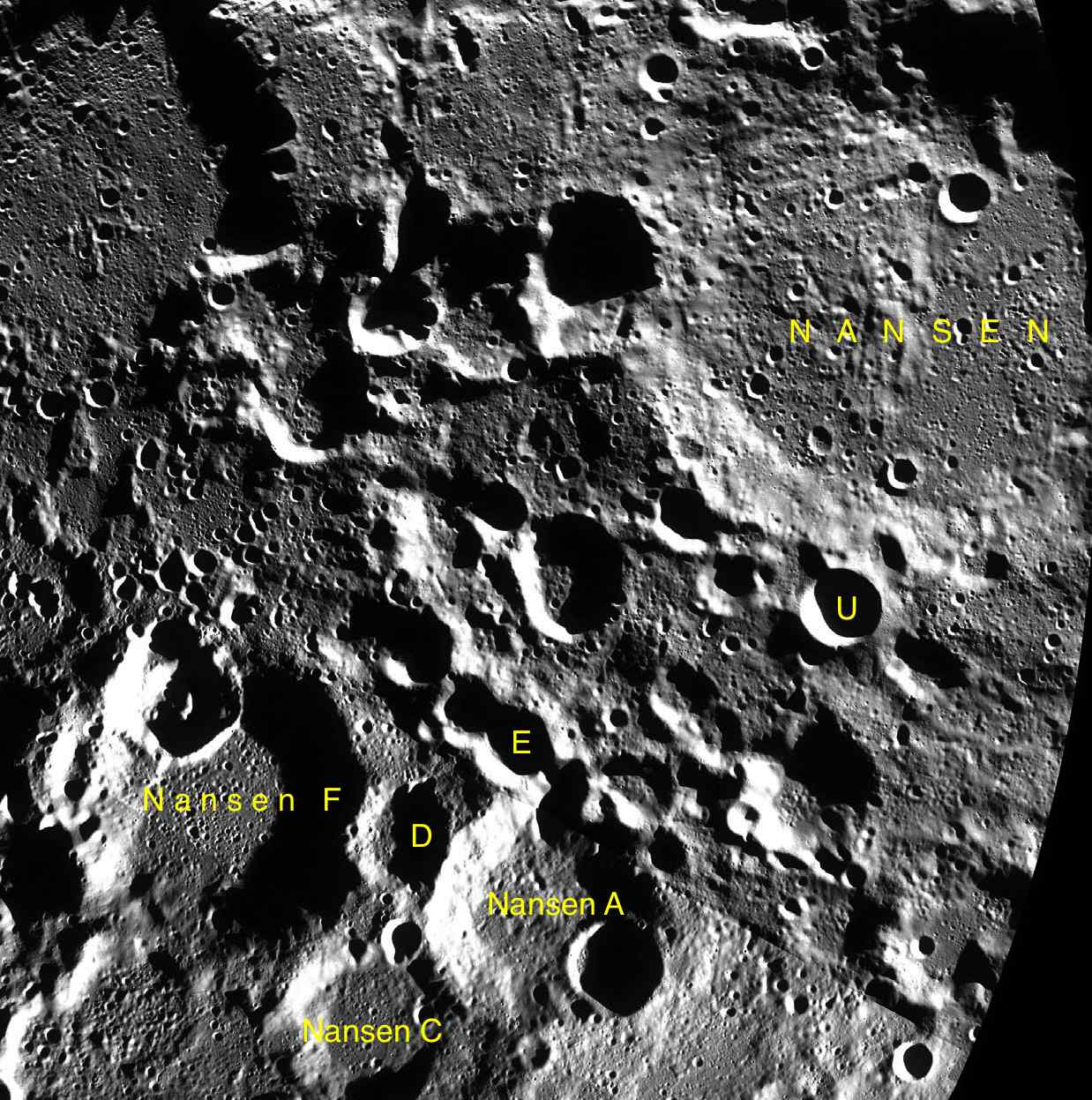
Фрагмент карты LAC-1.

- Образование сателлитного кратера Нансен A относится к нектарскому периоду[1].
- Образование сателлитного кратера Нансен F относится к донектарскому периоду[1].